# Ле Не, Жак
Жак Ле Не (фр. Jacques Le Nay, род. 19 ноября 1949, Плуэ, Франция) — французский политик, сенатор и бывший депутат Национального собрания от департамента Морбиан.

## Биография
Родился 19 ноября 1949 года в Плуэ (департамент Морбиан). В возрасте 21 года начал заниматься политикой, будучи избран в совет своего родного города в 1971 году. В 1977 году стал заместителем мэра, а в 1989 году — мэром Плуэ. В 1997 году возглавил ассоциацию коммун области Плуэ, в 2008 году — ассоциацию мэров департамента Морбиан.
В 1988 году Жак Ле Не был избран членом Генерального совета департамента Морбиан от кантона Плуэ, в  период с 1994 по 2001 год был вице-президентом этого совета. 
28 марта 1993 года Жак Ле Не, баллотировавшийся как независимый кандидат, впервые был избран депутатом Национального собрания Франции от 6-го избирательного округа департамента Морбиан. В 1997, 2002 и 2007 годах он трижды переизбирается в этом округе, традиционном оплоте левых, как кандидат сначала правоцентристского Союза за французскую демократию, затем правого Союза за народное движение. В Национальном собрании он был членом комиссии по экономическим вопросам, являлся делегатом Национального собрания по вопросам планирования и устойчивого развития территорий, членом группы по проблеме Тибета.
В 2011 году Жак Ле Не баллотировался в Сенат, но проиграл эти выборы, как и другие кандидаты правых. Через год он проиграл левому кандидату и на очередных выборах в Национальное собрание. После этого он покинул Союз за народное движение и вступил в правоцентристский Союз демократов и независимых, в 2013 году был избран лидером отделения этой партии в департаменте Морбиан. 
24 сентября 2017 года Жак Ле Не возглавил список СДН на выборах в сенат и получил мандат сенатора. Является членом сенатской комиссии по иностранным делам, обороне и вооруженным силам.

## Занимаемые выборные должности
21.03.1971 — 12.03.1989 — член совета, вице-мэр коммуны Плуэ

03.10.1988 — 27.03.1994 — член Генерального совета департамента Морбиан от кантона Плуэ 
 
19.03.1989 — 21.10.2017 — мэр коммуны Плуэ

02.04.1993 — 19.06.2012 — депутат Национального собрания Франции от 6-го избирательного округа департамента Морбиан 
 
28.03.1994 — 18.03.2001 — вице-президент Генерального совета департамента Морбиан от кантона Плуэ 
 
с 01.10.2017 — сенатор от департамента Морбиан 